# Deutsch-irische Beziehungen
Deutschland und Irland unterhalten seit 1922 bilaterale Beziehungen. Beide Staaten sind Mitglieder der Europäischen Union, der Organisation für wirtschaftliche Zusammenarbeit und Entwicklung sowie der Organisation für Sicherheit und Zusammenarbeit in Europa.
Eine deutsche Botschaft besteht in Dublin, ein deutscher Honorarkonsul ist in Galway tätig.
Irland unterhält eine Botschaft in Berlin und hat fünf Honorarkonsuln (in Bergisch Gladbach, Frankfurt am Main, Hamburg, München und Stuttgart).

## Geschichte
Die von Rom unabhängige christliche Missionstätigkeit irischer Mönche zwischen dem 6. und 8. Jahrhundert bezeichnet man als iro-schottische Mission. Diese beeinflusste auch den deutschsprachigen Raum sehr stark. So wirkten Columban von Luxeuil und der Heilige Gallus in der Bodensee-Region. Der heilige Kilian soll in Würzburg und Umgebung gepredigt haben. (Seit 1986 besteht dort die Deutsch-Irische Gesellschaft Würzburg.) Der heilige Virgil hingegen war in Salzburg als Bischof tätig. Die zweite Phase der iro-schottischen Missionierung war eng mit dem irischen Wirken in den benediktinischen Schottenklöstern verbunden. Deren Entstehung ging auf den Iren Marianus Scottus zurück, der mit Gefährten 1070 in Regensburg erschien und eine asketisch lebende Mönchsgemeinschaft gründete, von der mehrere Klostergründungen ausgingen. Auf Grund der relativ großen geographischen Entfernung konzentrierten sich die deutsch-irischen Beziehungen auch später oft auf wichtige Einzelpersonen. So wurde zum Beispiel der Oberbefehlshaber der kaiserlichen Streitkräfte im Dreißigjährigen Krieg, Wallenstein, im Jahr 1634 in Eger von dem irischen Hauptmann Walter Deveroux ermordet. Insgesamt kämpften nicht wenige irische Soldaten auf den deutschen Kriegsschauplätzen jener Zeit. Bei späteren kriegerischen Auseinandersetzungen im Rahmen der Jakobitenaufstände fiel 1690 der deutschstämmige Heerführer Friedrich von Schomberg in der Schlacht am Boyne im Osten Irlands. Der Deutsche Richard Cassels (1690–1751) wirkte als erfolgreicher Architekt in Irland, während sich der geborene Dubliner William Thomas Mulvany (1806–1885) große Verdienste bei der industriellen Entwicklung des Ruhrgebiets erwarb.
Lola Montez (eigentlich Elizabeth Rosanna Gilbert, geboren im irischen Grange) wurde durch ihr Verhältnis mit dem bayerischen König Ludwig I. zum „Katalysator“ der Revolution in Bayern 1848. Im 19. Jahrhundert etablierte sich eine bedeutende Keltologie im deutschsprachigen Raum als Wissenschaftsfach. Diese beeinflusste auch das Erwachen des irischen Nationalbewusstseins in einer Zeit, als das Land ein Teil des Vereinigten Königreichs von Großbritannien und Irland war. Immer wieder kam es in dieser Zeit zu Protesten und Aufständen gegen die britische Herrschaft.
1914 konnte die Verabschiedung der irischen Home Rule (autonome Selbstverwaltung) durch das britische Unterhaus von den Gegnern dieser Neuerung nicht mehr verhindert werden, doch der Ausbruch des Ersten Weltkriegs verzögerte die Durchsetzung; zunächst auf 1915, da man von einem kurzen Krieg ausging. (Bis 1920 wurde keine Home Rule Bill umgesetzt.) Viele der Mitglieder der Ulster Volunteer Force und der Irish Volunteers traten während des Krieges der britischen Armee bei – durchaus auch oft aus irlandpolitischen Erwägungen. Sie kämpften gegen das Deutsche Reich und seine Verbündeten vornehmlich an der Westfront, in der Schlacht von Gallipoli und im Nahen Osten. Man nimmt an, dass 30.000 bis 50.000 Iren während des Krieges ums Leben kamen. Im Rahmen der Vorbereitung des irischen Osteraufstands gegen die Briten 1916 hatten die Deutschen (nach dem Motto „Der Feind meines Feindes ist mein Freund“) zugesagt, irisch-britische Kriegsgefangene, die sich dazu bereit erklärt hatten, nach Irland zu transportieren und etwa 40.000 französische und russische Beutegewehre mit einem Hilfsschiff am Karfreitag in Irland (Grafschaft Kerry) anzulanden. Die Landung der Libau schlug fehl, weil Ort und Zeit nicht gut koordiniert waren.
Ebenso scheiterte der gesamte Aufstand. Allerdings schufen die massiven britischen Repressionen gegen die Aufständischen eine weit verbreitete anti-englische Haltung in der irischen Bevölkerung und führten zu einer Popularisierung des Unabhängigkeitsgedankens. Der folgende Irische Unabhängigkeitskrieg (1919–1921) führte 1921 zum Anglo-Irischen Vertrag, der für 26 der 32 irischen Countys (außer Nordirland) die Unabhängigkeit von Großbritannien garantierte.
In den 1930er-Jahren bestand eine NSDAP-Ortsgruppe in Dublin. Im Zweiten Weltkrieg blieb Irland neutral. Deutschland hatte bis 1945 einen Botschafter im Land (Eduard Hempel). De facto gab es allerdings geheimdienstliche und militärische Kooperationen Irlands mit den Kriegsgegnern des Dritten Reichs – dem Vereinigten Königreich und den USA. Als einziger Staatschef der Welt kondolierte Éamon de Valera 1945 nach dem Suizid Adolf Hitlers in der deutschen Botschaft und protestierte auch später gegenüber der britischen Botschaft gegen die beim Nürnberger Prozess gegen die Hauptkriegsverbrecher verhängten Todesstrafen.
Nach dem Zweiten Weltkrieg nahm die Republik Irland im Rahmen der Operation Shamrock ca. 1.500 deutsche Kinder bei sich auf, um diese vor der unzureichenden Ernährungslage in Deutschland zu bewahren.

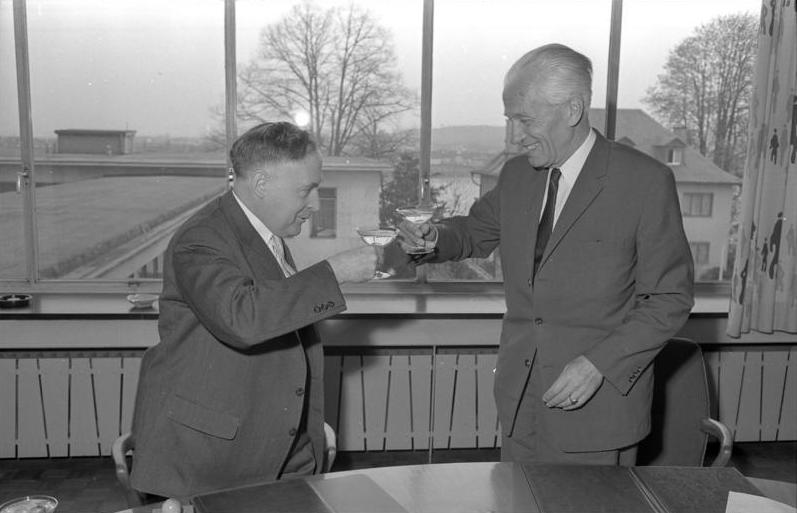
Der irische Botschafter William Warnock mit dem Vertreter des Auswärtigen Amtes Dr. Heß nach der Unterzeichnung eines Handelsabkommens im Jahr 1961

1973 erfolgte der Beitritt des Landes zur Europäischen Wirtschaftsgemeinschaft (dem Vorgänger der heutigen EU). Nach erheblichen Anpassungsschwierigkeiten kam es in den Folgejahren – nicht zuletzt aufgrund von Strukturgeldern der Europäischen Union (mit Deutschland als einem der Haupt-Nettozahler) – zu einem dauerhaften wirtschaftlichen Aufschwung. 1990 unterstützte Irland als Inhaber der Präsidentschaft im Rat der Europäischen Gemeinschaften bzw. heute Rat der Europäischen Union aktiv die Vollendung der Deutschen Wiedervereinigung.
1999 (bzw. als Bargeld 2002) wurde in Irland der Euro eingeführt. Aufgrund der gemeinsamen Mitgliedschaft Irlands und Deutschland in der Europäischen Union haben sich die Beziehungen der beiden Staaten in den letzten Jahrzehnten intensiviert. Für Verstimmung in Irland sorgte 2011 die Veröffentlichung von Plänen der irischen Regierung zur Mehrwertsteuererhöhung im Deutschen Bundestag – bevor diese Pläne in Irland selbst kommuniziert worden waren. Von vielen Iren wurde dies schmerzhaft als Souveränitätsverlust Irlands im Rahmen der irischen Schuldenkrise zugunsten der Europäischen Union und besonders Deutschlands wahrgenommen.

## Sonstiges
- Das Irish Pub ist eine auch in Deutschland beliebte und verbreitete Form der Gastronomie.
- Irisches Tagebuch ist der Titel eines halbdokumentarischen Reiseberichts von Heinrich Böll aus dem Jahr 1957.
- Irish Dance ist eine durch Riverdance populär gewordene Art des irischen Volkstanzes.
- Verschiedene Städte im deutschen Sprachraum beteiligen sich am St. Patrick's Greening Day am 17. März, dem Namenstag des irischen Heiligen St. Patrick, z. B. Würzburg mit grüner Beleuchtung von Rathaus, Neumünster etc., auf Veranlassung der örtlichen Deutsch-Irischen Gesellschaft.